# San Cristóbal Cucho
San Cristobal Cucho é uma cidade da Guatemala do departamento de San Marcos.